# Strachwitz (Adelsgeschlecht)

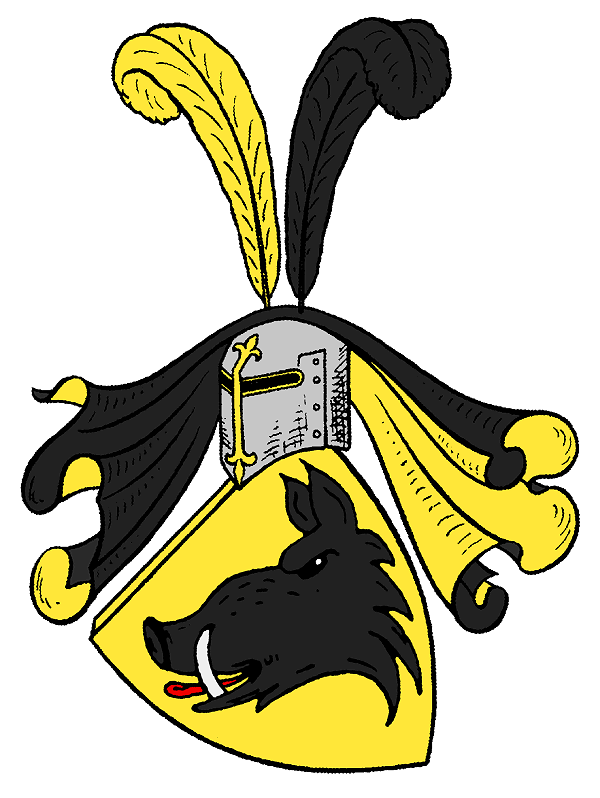
Stammwappen derer von Strachwitz

Die von Strachwitz zählen zum Alten Adel Schlesiens, wo ihr gleichnamiges Stammhaus Strachwitz bei Breslau lag.
Urkundlich erscheint erstmals 1285 Woyzlaus de Strachowicz in Breslau. Die Stammreihe beginnt 1329 mit Nicolaus von Strachwitz (Strachowicz, auch Strachwicz). 1345 gehörte er dem Breslauer Rat an, 1350 stieg er zum Ratmann auf, und 1346/47 war er Schöffe.
Die heutigen Grafen und Freiherren von Strachwitz und ihre Familien leben vorwiegend in Deutschland und Österreich, aber auch in Großbritannien, den USA, Argentinien und Australien. Bereits 1627 wurde eine Familien-Vereinigung auf Basis einer Stiftung gegründet.

## Geschichte
Die ersten Träger des Namens waren ein Johann, der 1338 in Strachwitz eine 3/4 Hufe kaufte und diese 1339 seinen Brüdern Heinrich und Martin überließ. Im selben Jahr kaufte ein Thilo Äcker in Strachwitz. Der Breslauer Ratsherr und Schöffe Nikolaus wurde 1346/47 als in Strachwitz ansässig urkundlich erwähnt. Er urkundete 1329–1350 und war begütert in Strachwitz, Haidänichen, Lamsfeld und Woischwitz bei Breslau.
Der gleichnamige Enkel des Nikolaus von Strachwitz war Bürger in Breslau und heiratete Katharina von Zauche, Tochter des Christoph von Zauche auf Groß-Zauche bei Trebnitz im Herzogtum Oels. Dieses Gut blieb durch drei Generationen in Besitz und gab der Familie den bis heute gebrauchten Beinamen. Die Strachwitz-Zauche waren im Spätmittelalter mit dem Adel verschwägerte, wappenführende und landbesitzende Breslauer Patrizier; solche Familien galten dem Adel zwar als heiratsfähig, gehörten ihm jedoch nicht an.
Mit den im 19. Jahrhundert erloschenen Strachwitz zu Gäbersdorf (seit 1726 Freiherren) anderen Stammes wurde 1626 eine Übereinkunft getroffen, dass man sich als stammesverwandt ansah. Kaiser Ferdinand II. – katholischer Gefolgschaft gegenüber stets großzügig – bestätigte dies 1627. Zugleich verortete dies die Familie Strachwitz-Zauche rechtsgültig im adligen Stand: Die Adelszugehörigkeit der Gäbersdorfer war stets unzweifelhaft, und eine Wappenverleihung durch König Sigismund im Jahre 1420 hatte ausschließlich ihnen gegolten. Durch die Geschlechts- und Wappenvereinigung reihten sich die Strachwitz-Zauche in diese Tradition ein.
Aus der Linie Ströhof wurden 1630 die Brüder und Kaiserlichen Räte Christoph, Domherr zu Breslau, und Maximilian von Strachwitz und Groß-Zauche, Landeshauptmann des Fürstentums Neisse, auf Arnoldshof, zu Regensburg in den böhmischen Freiherrenstand erhoben. Da aber der eine geistlichen Standes war und der andere keine Söhne hatte, konnte sich der Titel nicht weitervererben.
Trotzdem führten danach viele Familienmitglieder den Freiherrentitel, der von der Linie Bruschewitz in Preußen nicht beanstandet und der erloschenen Linie Jastrzemb 1826 im Herzogtum Anhalt-Köthen offiziell erlaubt wurde.

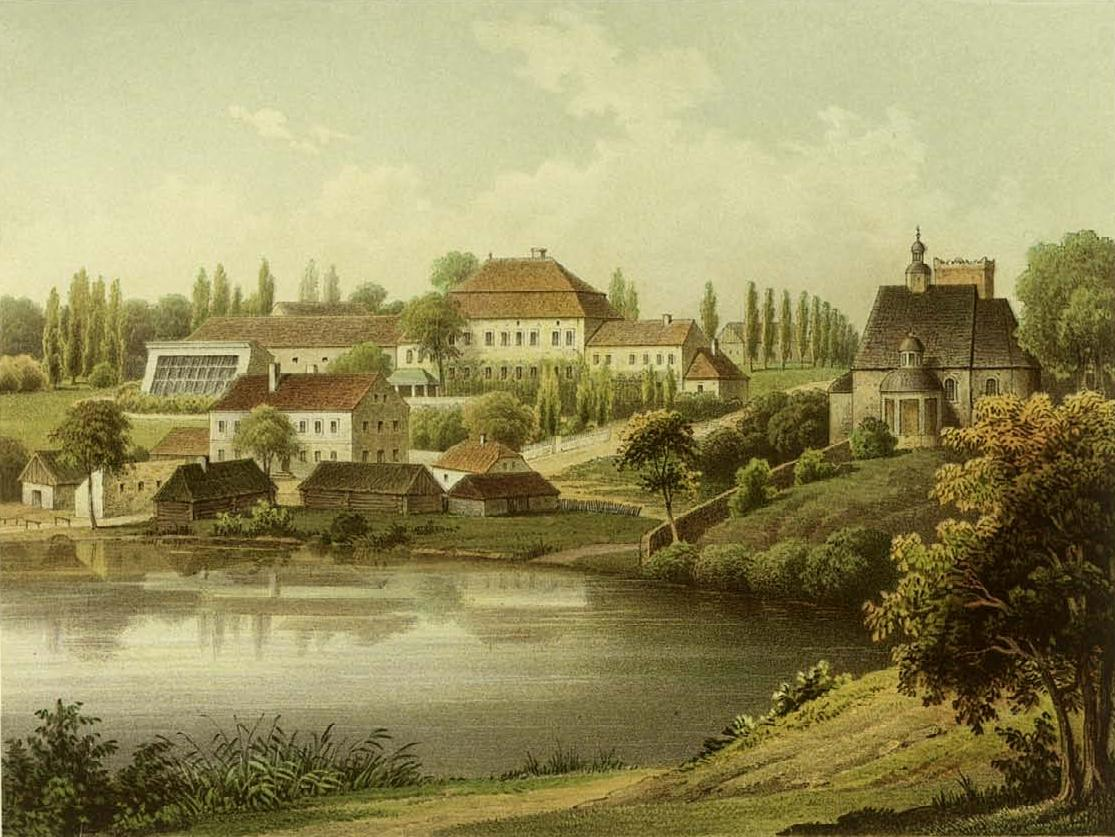
Schloss Kamienietz um 1860, Sammlung Alexander Duncker

Karl Joseph von Strachwitz (1724–1810), Gründer der Linie Kamienietz, kaufte die Herrschaften Kamienietz und Dombrowka und wurde am 6. Juli 1798 in Berlin in den preußischen Grafenstand erhoben. Es folgte am 24. März 1799 in Wien die erbländisch-österreichische Anerkennung des Grafenstandes durch Kaiser Franz II. Der im Grafenbrief von 1798 festgesetzte Name lautet: Graf Strachwitz von Groß-Zauche und Camminetz.
Sein Sohn Ernst Joachim kaufte die minderfreie Standesherrschaft Loslau sowie Polnisch-Krawarn.
Georg Graf Strachwitz von Groß-Zauche und Camminetz (* 1940) führt, bestätigt durch einen Beschluss des Deutschen Adelsrechtsausschusses, mit seiner Familie die Namensform Freiherr von Eichendorff Graf Strachwitz von Groß-Zauche und Camminetz. Er ist der jüngste Sohn von Oskar Graf Strachwitz (1889–1951) und Elisabeth Freiin von Eichendorff (1896–1976), Urenkelin des Dichters Joseph von Eichendorff, deren kinderloser Bruder Rudolf ihn adoptierte, um den Namen Eichendorff in der Familie zu erhalten. Sein Großvater war Hartwig von Eichendorff (1860–1944).
Zwei Brüder von Strachwitz wanderten in den 1870er Jahren aus, der eine nach Argentinien und der andere nach Australien. Der argentinische Zweig führt den Familiennamen Strachwitz, der australische Zweig führt heute den Familiennamen Alexander, weil der ausgewanderte Großvater seinen dritten Vornamen zum Familiennamen machte.
Ein Zweig führt infolge Adoption heute den Namen Strachwitz-Helmstatt.
Durch die Flucht und Vertreibung Deutscher aus Schlesien und die damit einhergehenden Enteignungen verlor die Familie 1945 ihren Güterbesitz in Schlesien.

## Besitz
Zum Besitz der Strachwitz gehörten u. a. die schlesischen Güter Kamienietz und Dombrowka, Kostau, Groß Stein (1799–1945), Loslau (?–?), Czieschowa, Peterwitz mit Schönwalde (1820–1945), Schebetau (1825–1865) mit Světlá (1825–1860), Weigelsdorf und Bruschewitz, Altstubendorf, Rosmierka, Danietz-Trach, Ottmütz, Sprentschütz, Polnisch Krawarn (1800–1856), Kadlub (1777–1945), Schräbsdorf (1859–1945), Alt Bertelsdorf bei Lauban, Schloss Parchwitz (um 1900), Hünern (1907–1945). Des Weiteren gehörte einige Generationen Gut Groß Reichenau im Kreis Sagan, dann dem Kreis Grünberg zugehörig, zum Besitztum. Die Freiherren von Strachwitz besaßen Ramischau, zugehörig dem Majorat Weigelsdorf im Kreis Oels.
Heute befinden sich Schloss Braunsberg in Südtirol (seit 1969), Schloss Neuwartenburg in Oberösterreich (seit 1973) sowie Schloss Saulburg in Niederbayern (seit 1982) im Besitz von Familienmitgliedern.
Schlesien

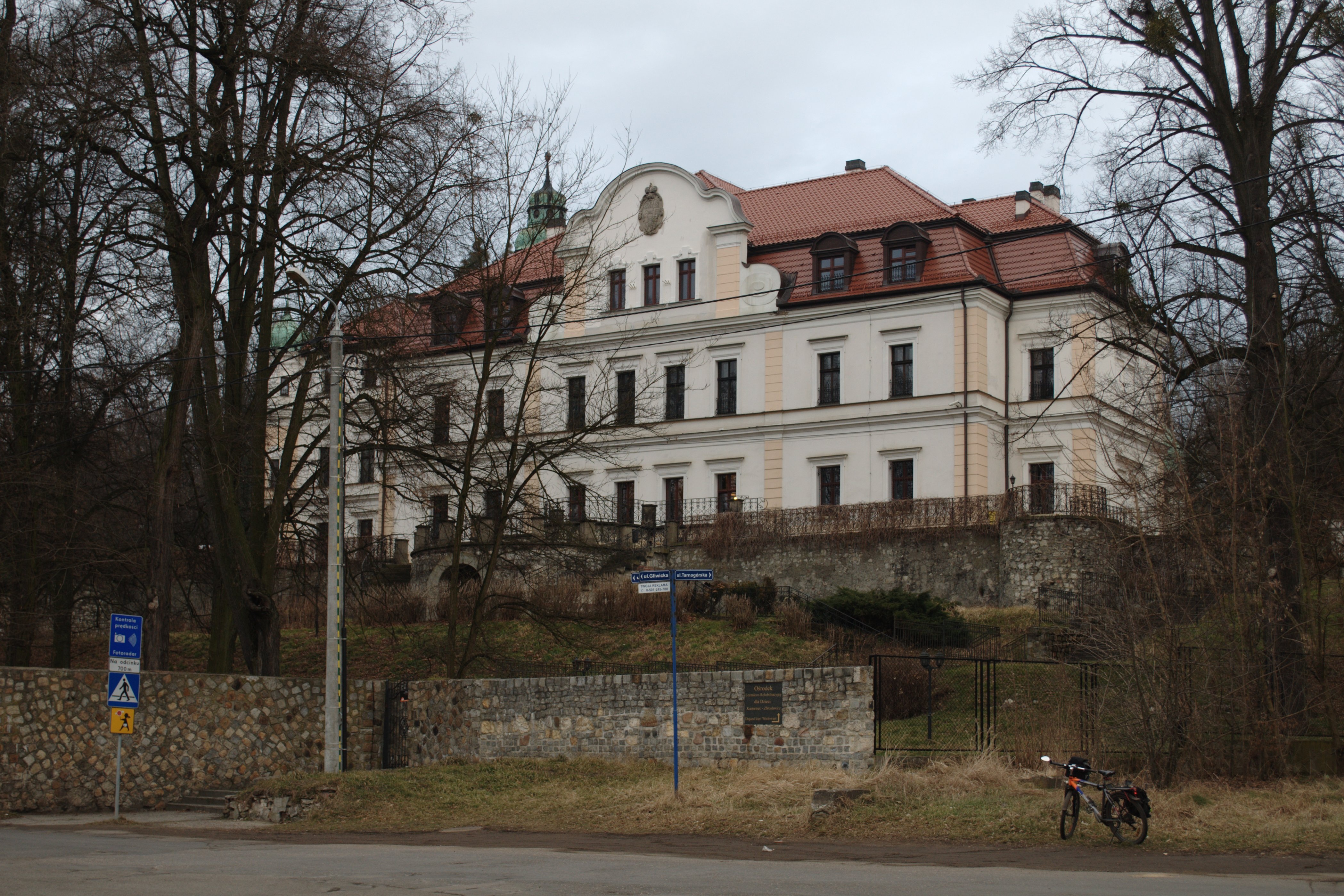
Schloss Kamienietz
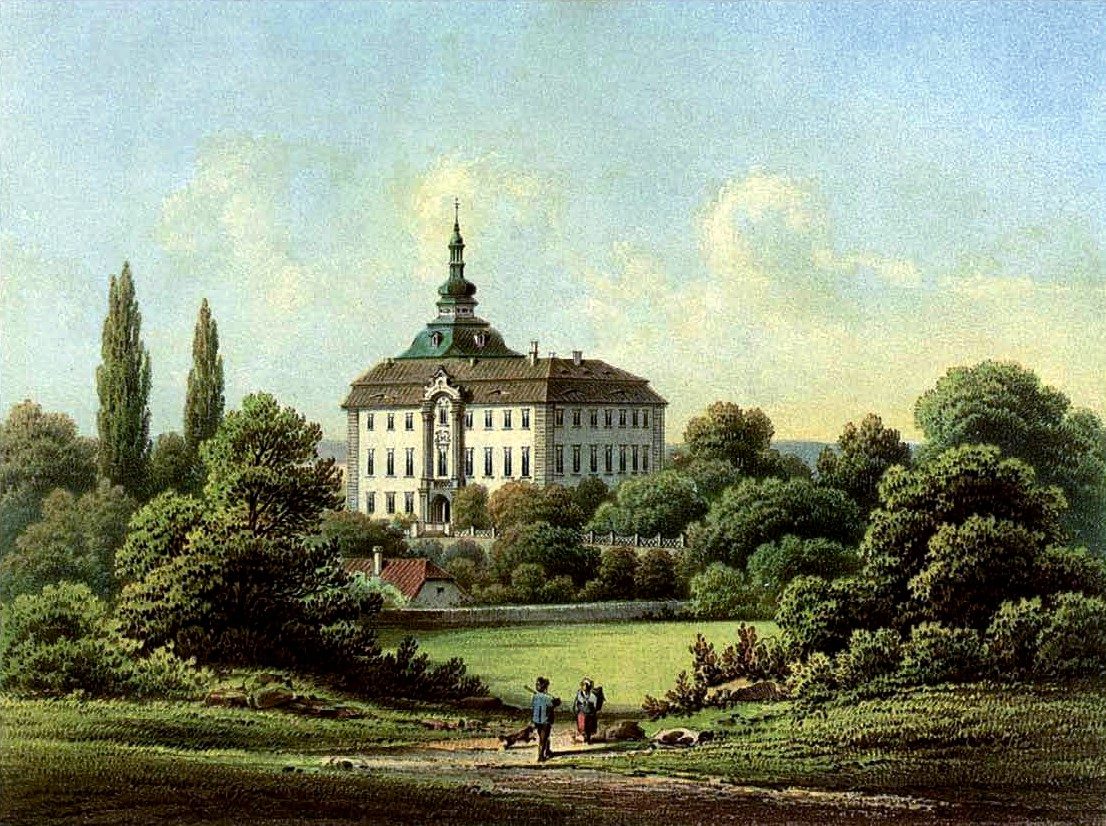
Schloss Gross Stein
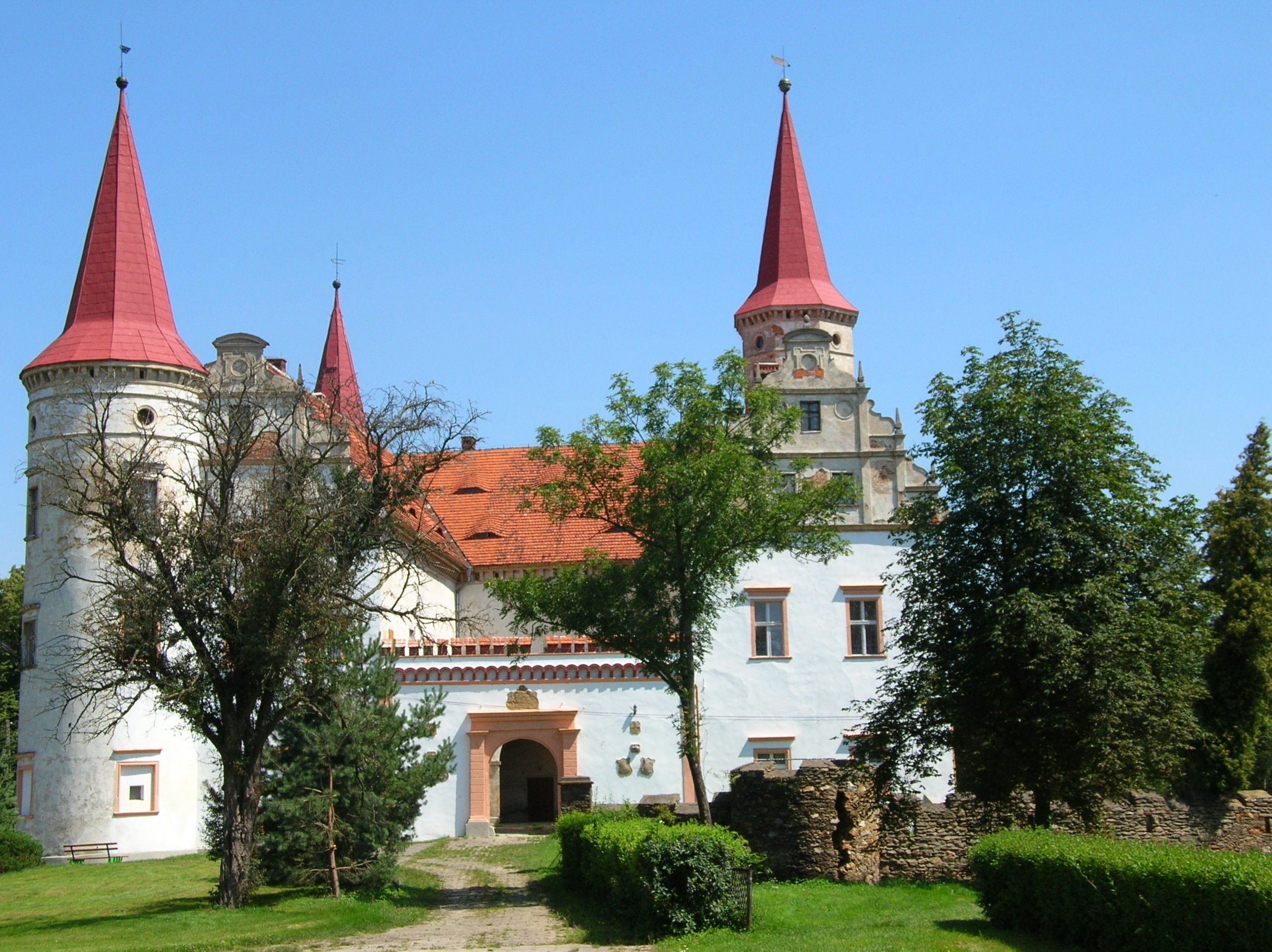
Schloss Peterwitz
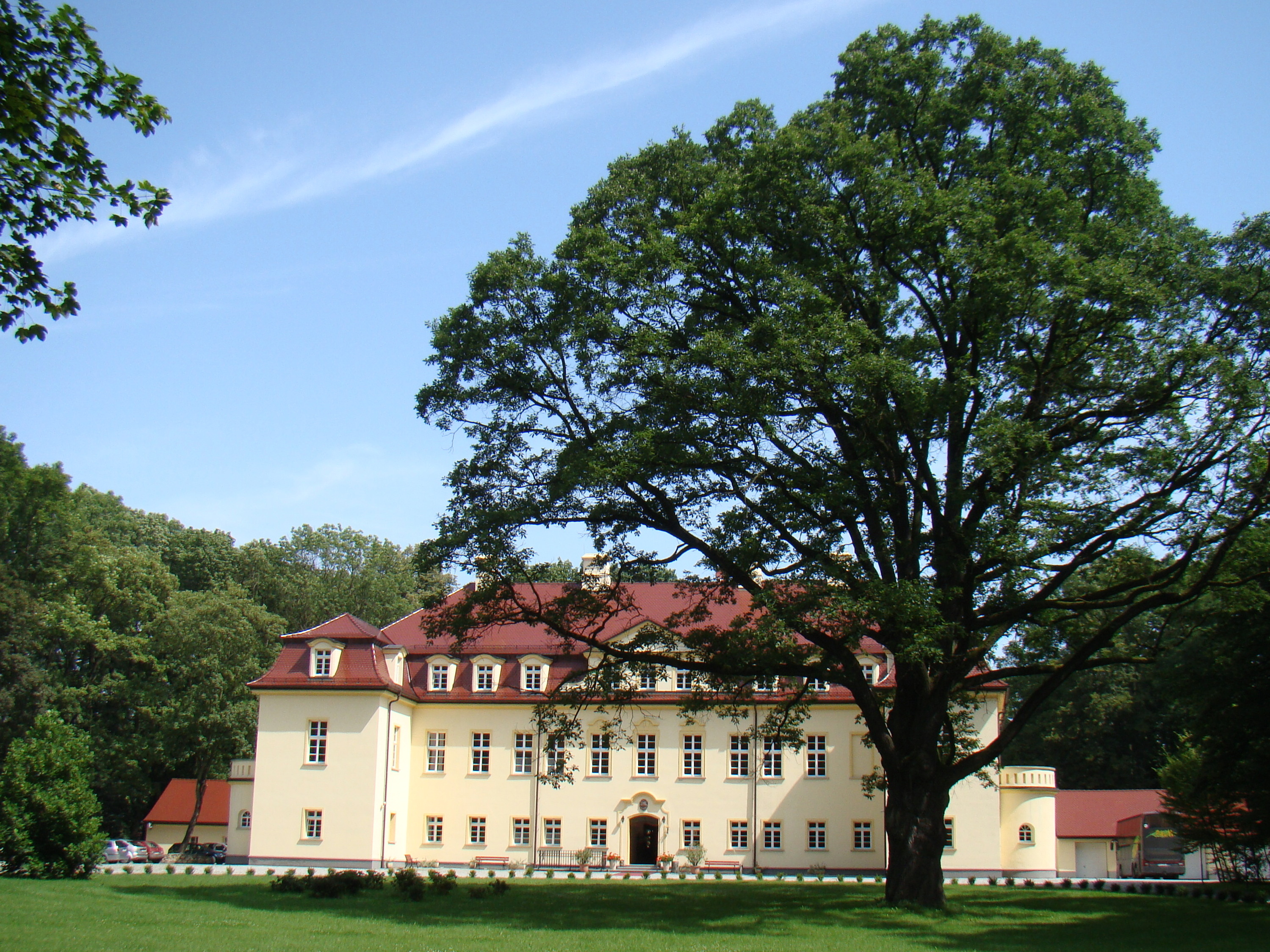
Schloss Stubendorf
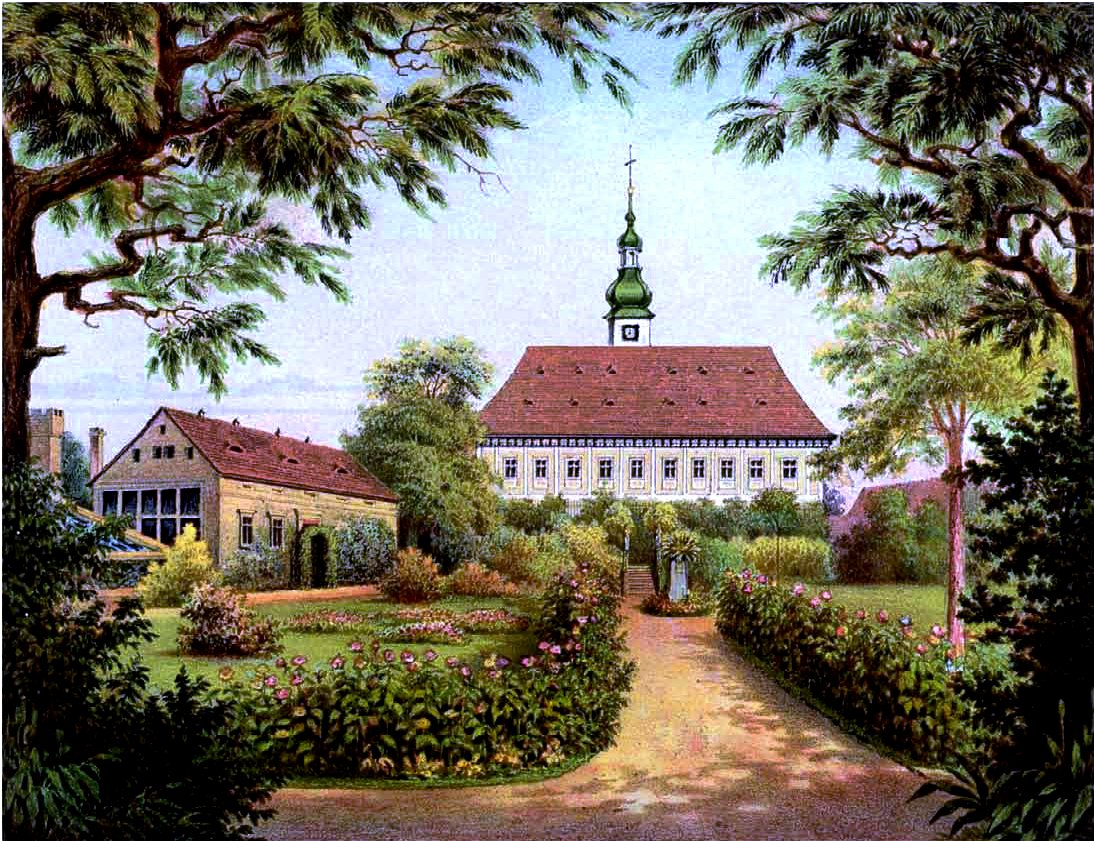
Schloss Schräbsdorf

Südtirol, Österreich, Bayern

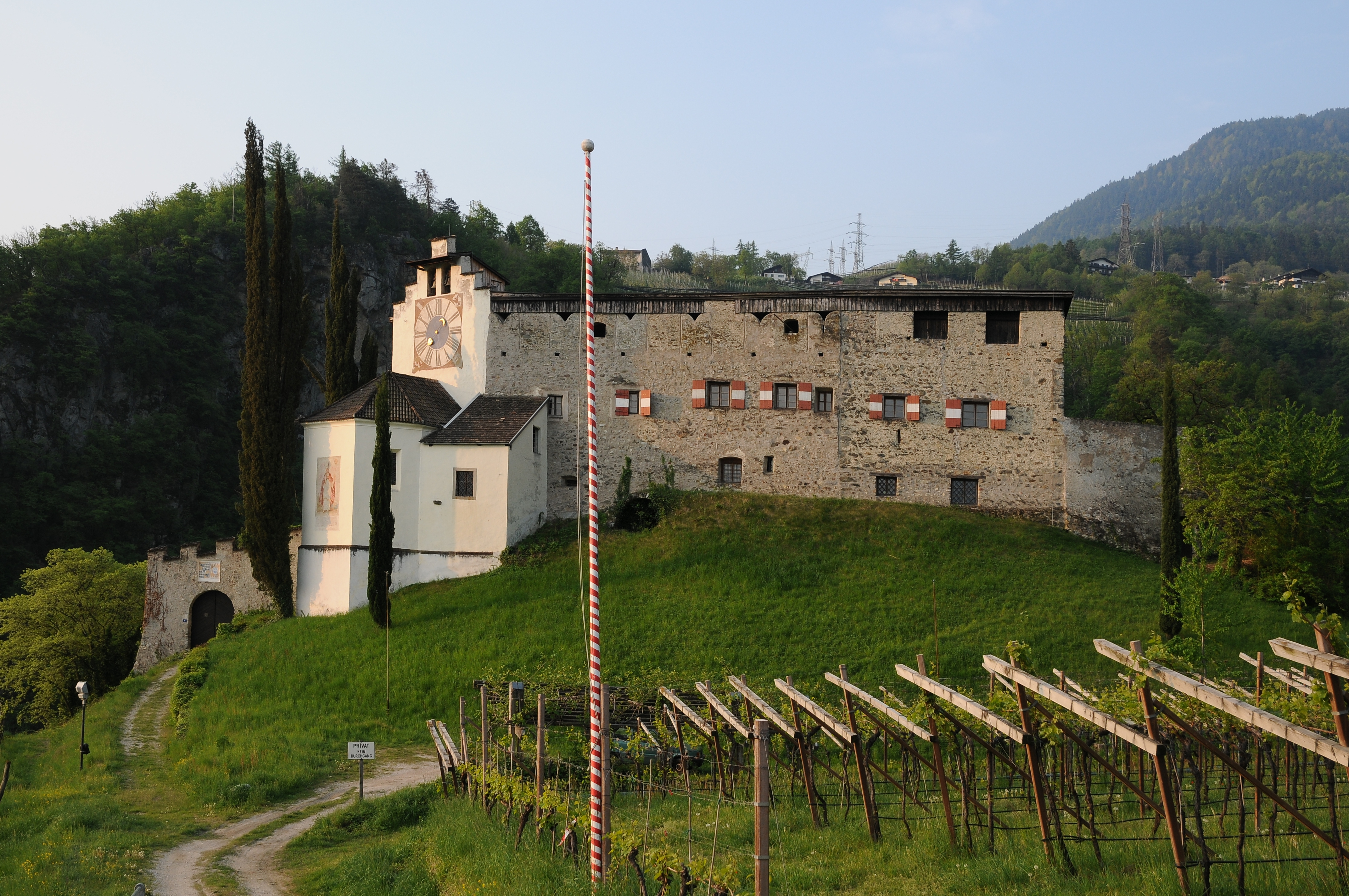
Schloss Braunsberg, Südtirol
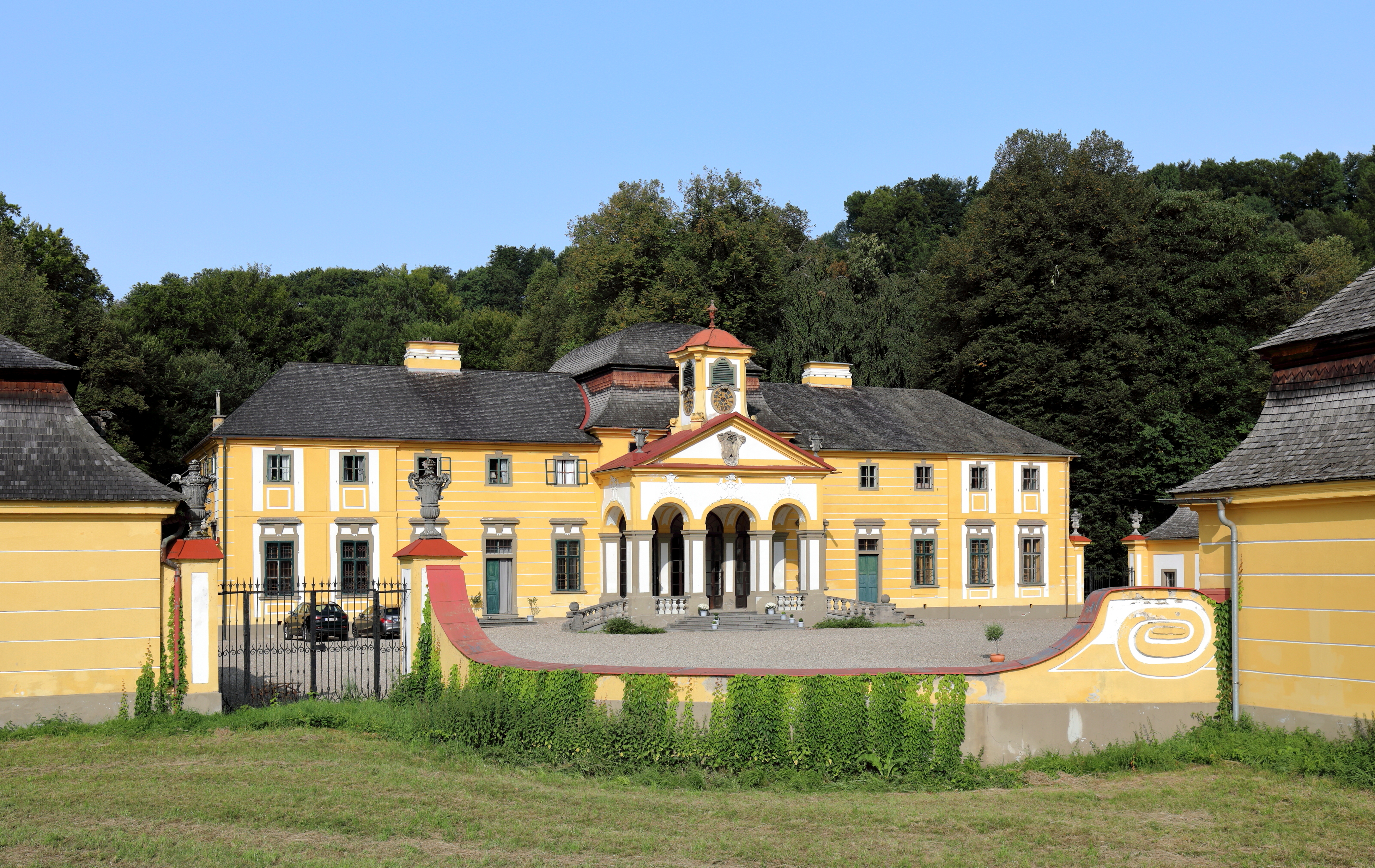
Schloss Neuwartenburg, Oberösterreich
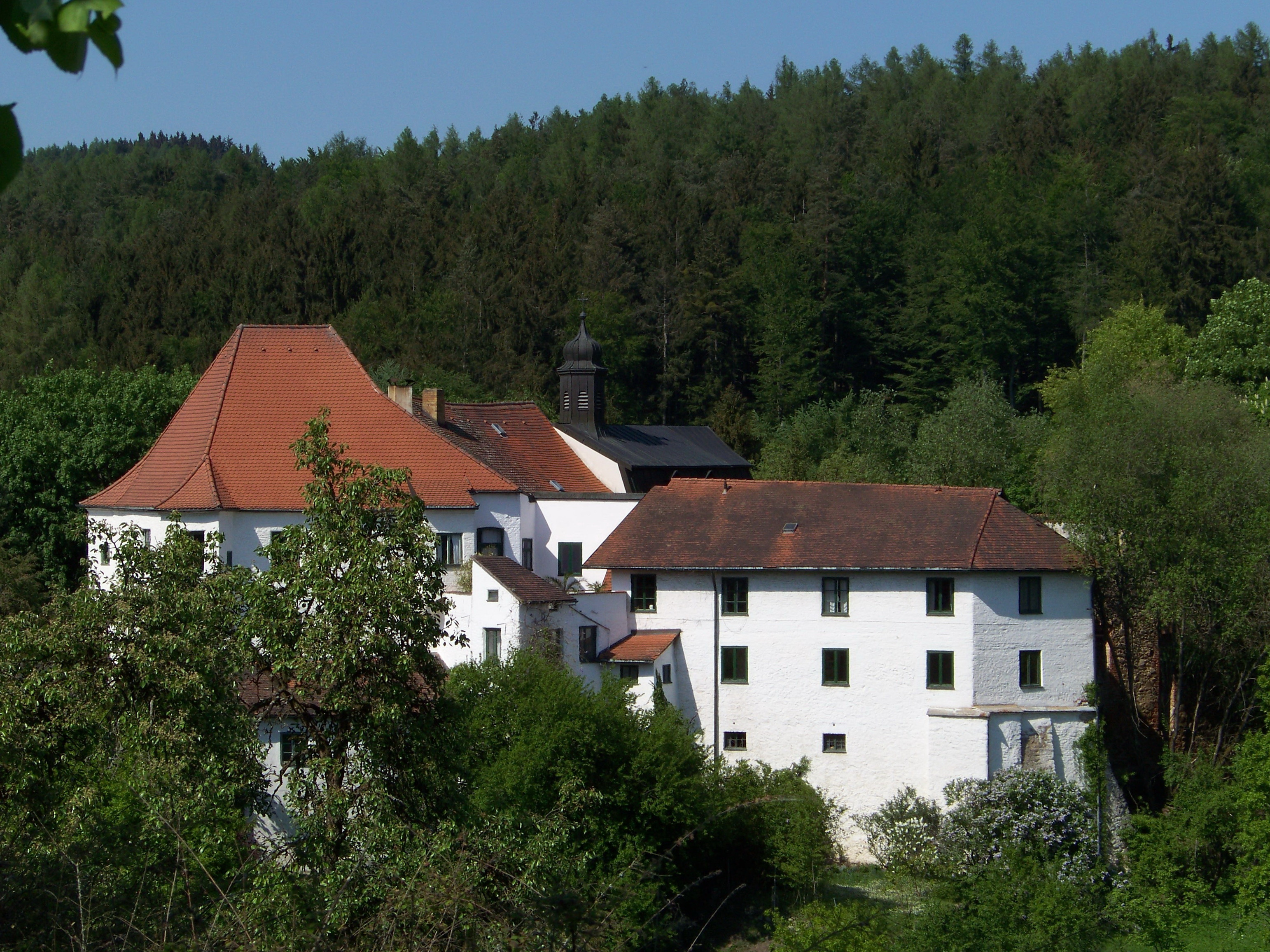
Schloss Saulburg, Niederbayern

## Wappen
Das Stammwappen der Strachwitz von Groß Zauche zeigt in Rot einen blutenden schwarzen Keilerkopf mit silbernen Hauern; auf dem Helm mit schwarz-roten Decken stehen eine rote und eine schwarze Straußenfeder. Heraldisch korrekter führt die Familie heute statt der Farbe Rot das Metall Gold im Wappen, was wohl auch die ursprüngliche Tingierung war, denn Gold wurde bei Darstellungen mit Eisenoxidrot unterlegt. Blätterte es ab, blieb nur die rote Grundfarbe sichtbar zurück.
Das Stammwappen der im 19. Jahrhundert erloschenen Strachwitz zu Gäbersdorf anderen Stammes zeigt einen von Silber und Blau in sechs Plätze waagerecht geteilten Schild, mit zwölf Muscheln in gewechselter Farbe belegt. Sie waren seit 1726 im Freiherrenstand.

### Wappenvereinigung
Unter den verschiedenen schlesischen Adelsgeschlechtern des Namens Strachwitz ragten vor allem zwei hervor. Das eine wurde nach seinem Besitz von Strachwitz und Gäbersdorf genannt und führte Wappen mit Muscheln, während das andere sich nach seinem Stammsitz bei Oels von Strachwitz von Groß Zauche nannte und einen Keilerkopf im Wappen führte. Vertreter beider Familien beschlossen am 1. Dezember 1626 am Zobtenberg eine Geschlechts- und Wappenvereinigung, die im Jahr darauf von Kaiser Ferdinand II. als böhmischer Landesherr bestätigt wurde. Durch diese Vereinigung entstand die Grundform jenes Wappens, wie es noch heute bekannt ist. Allerdings wurden 1627 die Teile der später erloschenen Strachwitz-Gäbersdorf in Wien aus besonderer Gnade von Blau und Silber in die kaiserlichen Farben Schwarz und Gold geändert.
Mit diesem vereinigten Wappen wurden die Brüder und Kaiserlichen Räte Christoph, Domherr zu Breslau, und Maximilian von Strachwitz und Groß-Zauche, Landeshauptmann des Fürstentums Neisse, 1630 zu Regensburg in den böhmischen Freiherrenstand erhoben.
Das Wappen der Grafen von Strachwitz (Berlin 6. Juli 1798) ist geviert und belegt mit einem silbernen Herzschild, darin ein gekrönter (preußischer) schwarzer Adler, die Flügel belegt mit silbernen Kleestengeln. Im ersten und vierten goldenen Feld ein schwarzer, blutig abgerissener Keilerkopf mit silbernen Hauern, das zweite und dritte Feld († von Strachwitz-Gäbersdorf, mit veränderten Farben) von Gold und Schwarz fünfmal geteilt und jeweils belegt mit zwei (insgesamt 12) Muscheln, die goldenen Streifen mit silbernen Muscheln, die schwarzen Streifen mit goldenen. Auf dem Schild ruhen drei gekrönte Helme: in der Mitte mit schwarz-silberner Decke ein gekrönter schwarzer (preußischer) Adler mit Zepter und Schwert, auf dem rechten mit schwarz-golden-rot gemischter Decke ein offener, wie der Schild gestreifter Flug, belegt beiderseits mit sechs pfahlweise gestellten Muscheln in gewechselter Farbe, auf dem linken mit schwarz-golden-rot gemischter Decke eine goldene und eine schwarze Straußenfeder.
Am Ende des 19. Jahrhunderts nahm die Familie am ihr 1798 verliehenen Wappen Anstoß (die blau-silbernen Teile wurden 1627 auf Schwarz und Gold geändert, so dass wegen des Blutes beim Keilerkopf und der 1798 schwarz-golden-rot dargestellten Helmdecken die Wappenfarben hauptsächlich Schwarz, Gold und Rot erscheinen). Auf dem Geschlechtstag am 17. Juli 1898 in Breslau stand die Frage der Wappenfarben ausdrücklich auf der Tagesordnung. Dabei spielte der Umstand, dass Schwarz und Gold ausgerechnet die Farben Habsburgs waren, allerdings gar keine Rolle. Vielmehr bedrückte es die Familie, dass durch die Kombination von Schwarz und Gold mit dem roten Blut des Wappentiers eine Farbfolge entstand, die während der Revolution von 1848 als schwarz-rot-goldene Trikolore zum Inbegriff der demokratisch-republikanischen Bewegung in Deutschland geworden war. Nur aus diesem Grund wollte man den Fall dem preußischen Heroldsamt vorlegen.

Stammwappen derer von Strachwitz von Groß Zauche mit der früheren, falschen Tingierung
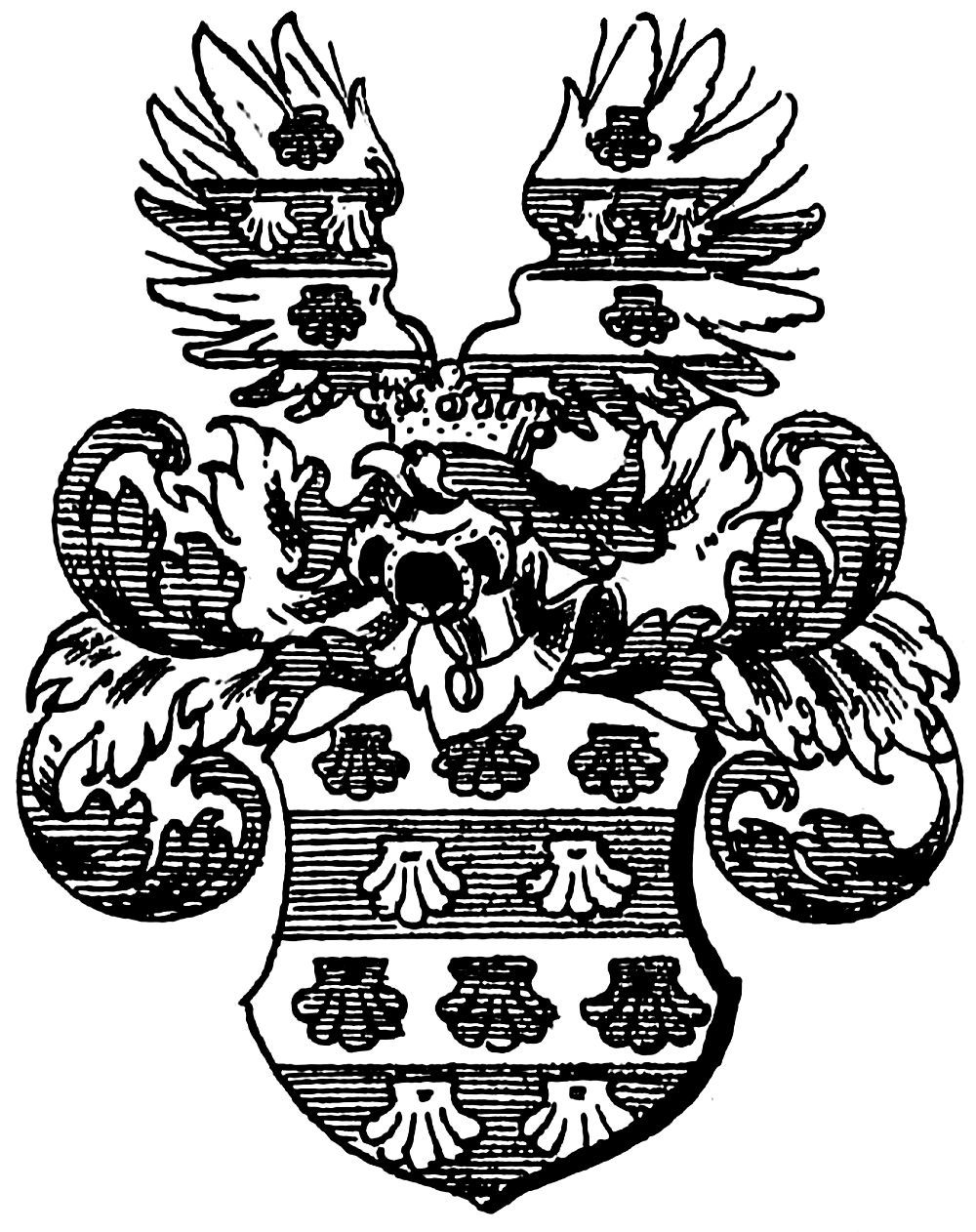
Wappen derer von Strachwitz zu Gäbersdorf
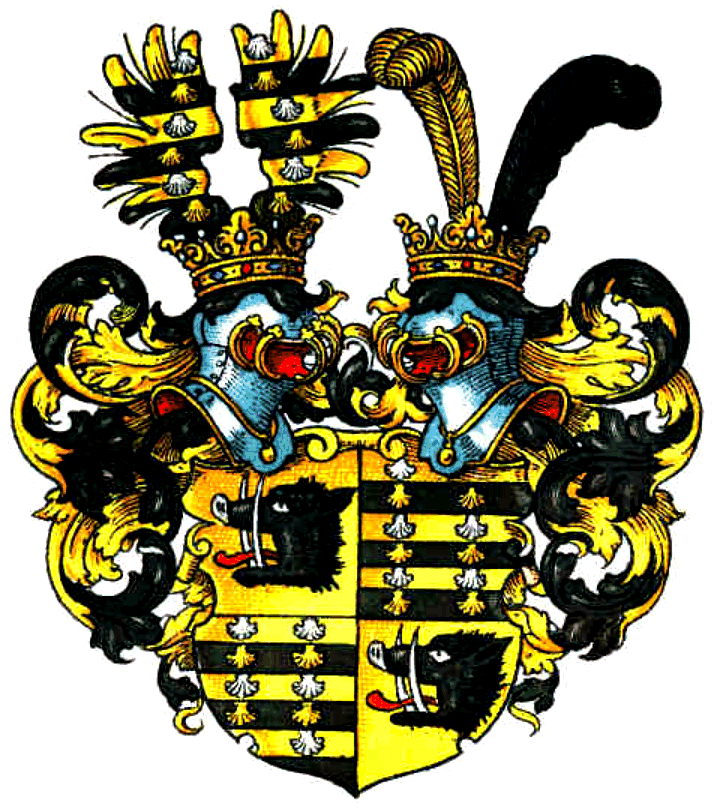
Vereinigtes Wappen der Herren/Freiherren von Strachwitz von 1626/1630
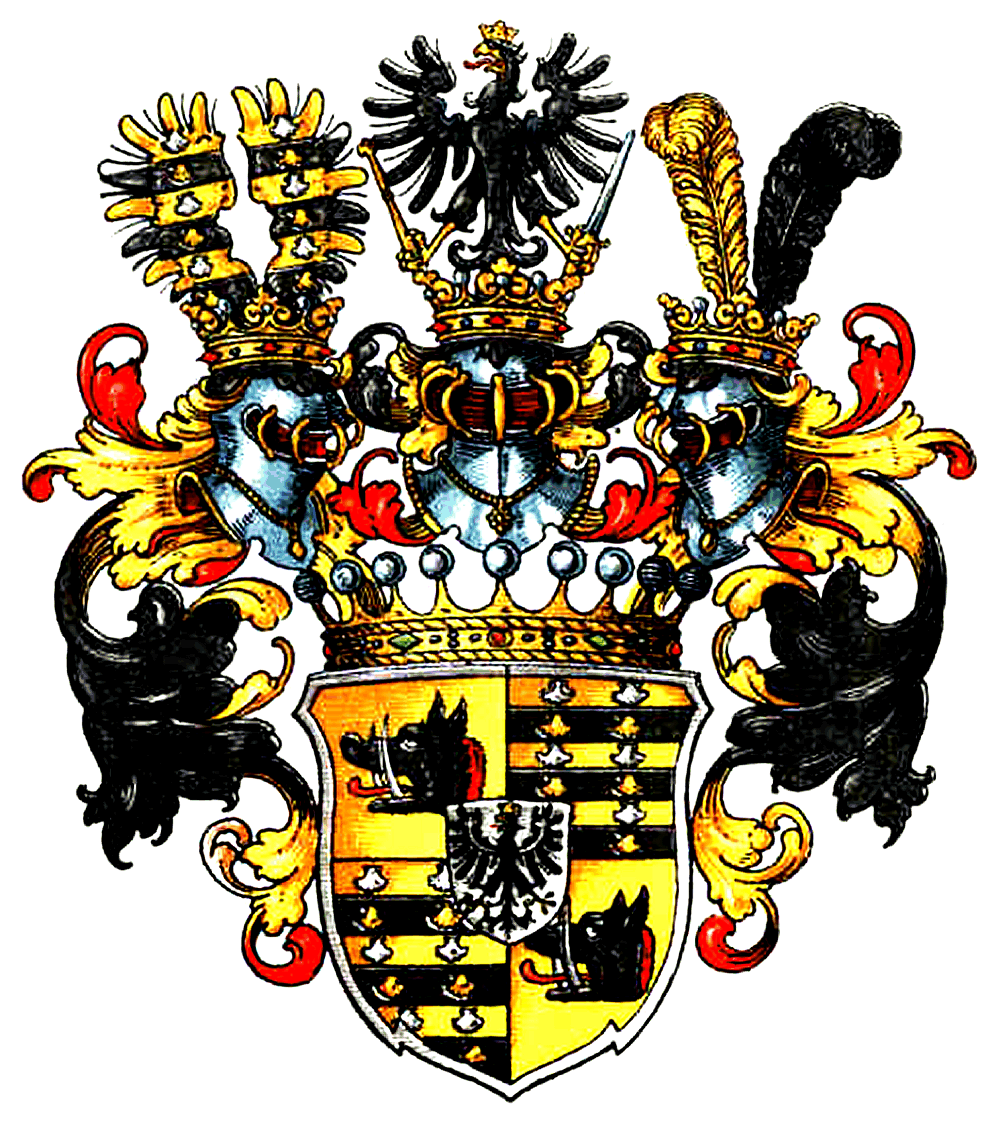
Wappen der Grafen von Strachwitz von 1798

## Bekannte Familienmitglieder
- Johann Moritz von Strachwitz (1721–1781), Apostolischer Vikar und Weihbischof von Breslau
- Karl Wenzel von Strachwitz (1724–1810), k.k. Generalmajor
- Ludwig von Strachwitz (1740–1812), preußischer Generalmajor, zuletzt Chef des Infanterieregiments Nr. 43 und Kommandant von Nienburg
- Moritz Carl Graf von Strachwitz-Sutzky-Gross-Zauche und Kammenitz (1804–1881), k.u.k. Kämmerer und Major der R.[12]
- Ernst-Hyazinth Graf Strachwitz (1805–1869), Herr der Herrschaften Alt-Stubendorf, Groß Stein, erster Agnat des Familien-Majorats Weigelsdorf und Bruschewitz[13]
  - Hyazinth Graf Strachwitz (1835–1871), deutscher Reichstagsabgeordneter
    - Hyacinth von Strachwitz (1864–1942), auf Groß Stein, Landschaftsdirektor, Mitglied des Preußischen Herrenhauses
      - Hyazinth Graf Strachwitz (1893–1968), deutscher Generalleutnant der Reserve
- Karl von Strachwitz (1809–1872), preußischer Generalmajor
- Moritz Graf von Strachwitz (1822–1847), deutscher Dichter
- Oskar von Strachwitz (1822–1893), preußischer Generalleutnant
- Arthur Graf Strachwitz von Groß-Zauche und Camminetz (1833–1895), deutscher Verwaltungsbeamter
- Alfred Graf Strachwitz von Groß-Zauche und Camminetz (1854–1926), deutscher Reichstagsabgeordneter
- Kurt Graf Strachwitz von Gross-Zauche und Camminetz (Maximilian Friedrich Kurt Joseph von Strachwitz; Meran, 28. Februar 1890 – Wien, 28. November 1961), Politiker und Journalist
- Franz Graf Strachwitz (1892–1964), Korvettenkapitän d. R.
- Rudolf Graf Strachwitz (1896–1969), deutscher Volkswirt und Diplomat
  - Rupert Graf Strachwitz (* 1947), Stiftungsdirektor
- Mauritz Freiherr von Strachwitz (1898–1953), deutscher Generalleutnant
- Artur Graf Strachwitz-Groß Reichenau (1905–1996), deutscher Kulturattachè, Buchautor
- Ernst Strachwitz (1919–1998), österreichischer Politiker
- Maria Hanau-Strachwitz (1922–2005), österreichische Autorin
- Chris Strachwitz (1931–2023), amerikanischer Musikverleger und Produzent
- Karl Ernst Graf Strachwitz (* 1953), deutscher Oberst der Reserve, General der Heeresaufklärungstruppen